# Iodanthus pinnatifidus
Iodanthus pinnatifidus är en korsblommig växtart som först beskrevs av André Michaux, och fick sitt nu gällande namn av Ernst Gottlieb von Steudel. Iodanthus pinnatifidus ingår i släktet Iodanthus och familjen korsblommiga växter. Inga underarter finns listade i Catalogue of Life.